# لايغر (فلم)
لايغر (بالإنجليزية: Liger) هو فيلم أكشن درامي رياضي هندي لعام 2022 من تأليف وإخراج بوري جاغاناد. تم تصويره باللغتين الهندية والتيلجو في وقت واحد. الفيلم من إنتاج شركة دارما للإنتاج وبوري كونيكتس. يشارك في بطولة الفيلم فيجاي ديفيراكوندا في دور مزدوج كأب وابنه، ومقاتل فنون القتال المختلطة "لايغر" الذي يعاني من مشاكل تلعثم إلى جانب أنانيا بانداي في دور حبيبته، راميا كريشنان ورونيت روي في أدوار محورية، والملاكم الأمريكي مايك تايسون في ظهور قصير. مظهر. كان الفيلم هو الظهور الأول لديفيراكوندا وباندي باللغتين الهندية والتيلجو على التوالي.

## القصة
بعد وفاة والده، الأسد النمر بالرام أجراوال، في بطولة فنون القتالية الوطنية، انتقل ساشوات أجراوال المعروف أيضًا باسم لايغر (إشارة إلى الأسد والنمر) ووالدته بالاماني إلى مومباي من كريم نجر. يقرر بالاماني تحويل لايغر إلى بطل في الفنون القتالية المختلطة ويأخذه إلى مدرب يدعى كريستوفر، الذي يقوم بتدريبه. بينما كان لايغر في طريقه إلى الكمال في هذه الرياضة، التقى بشابة ثرية تدعى تانيا، ويقع في حبها. بعد أن علمت من شقيقها سانجو أن لايغر يعاني من مشكلة التأتأة، تركته تانيا وهي تشعر بالحرج على ما يبدو. لايغر يفوز بالبطولة الوطنية بعد تحفيزه بالرفض. وينتقل للمشاركة في البطولة الدولية التي يرعاها والد سانجو وتانيا.
يفوز لايغر في جميع المباريات ويتأهل إلى النهائيات. لكن تانيا تعرضت للاختطاف قبل أيام من النهائيات. وبعد معرفة ذلك، يواجه لايغر والد تانيا. يكشف أنه اقترض أموالاً من رجل عصابات لإنشاء أعماله ويظل عاجزًا لأنه لم يتمكن من سداد الأموال له. بعد أن كشف والدها أن تانيا انفصلت عن لايغر حتى يتمكن من التركيز على رياضته ومسيرته المهنية بعد أن وبختها والدته لأنها كانت تشتت انتباهه، قرر لايغر إنقاذ تانيا بنفسه، مما تسبب في النهاية في فقدانه للمباراة النهائية. يصادف الخاطف، الذي هو مارك أندرسون، قدوته مدى الحياة ومقاتل فنون قتالية الأسطوري.
يتحداه أندرسون في قتال لاستعادة تانيا. سيتم بث القتال مباشرة في نهائي فنون قتالية. عندما يكون لايغر على وشك الخسارة، يتذكر النصيحة التي قدمتها له والدته ويهزم أندرسون. منبهرًا بمهاراته، يلتقط أندرسون صورة مع لايغر وتانيا ويسمح لهما بالذهاب. ونتيجة للقتال الناجح، أعلنت لجنة تحكيم فنون القتال المختلطة القتال بين أندرسون ولايغر باعتباره المباراة النهائية. لايغر يصبح بطل العالم في الفنون القتالية المختلطة.

## طاقم التمثيل
- فيجاي ديفيراكوندا  [لغات أخرى]‏
  - الأسد النمر بالرام أجراوال
  - ساشواث أغاروال الملقب بـ لايغر، حبيب تانيا وابن بالرام-بالاماني
    - ماستر هارش روشان في دور لايغر الشاب
- مايك تايسون في دور مارك أندرسون (ظهور قصير)
- أنانيا بانداي بدور تانيا باندي، حبيبة لايغر وشقيقة سانجو الصغرى
- راميا كريشنان في دور بالاماني أجراوال، والدة لايغر وزوجة بالرام
- رونيت روي في دور كريستوفر، مدرب لايغر في فنون القتال المختلطة
- فيشو ريدي في دور سانجو بانداي، الأخ الأكبر لتانيا
- شانكي باندي في دور السيد باندي، رجل أعمال ووالد تانيا وسانجو
- ماكراند ديشباندي  [لغات أخرى]‏ بدور ماليش، سفاح محلي
- جيتوب سرينو  [لغات أخرى]‏ في دور غاناباث، صديق لايغر للفنون القتالية المختلطة
- تيمبر فامسي في دور شانكار، صديق لايغر في فنون القتال المختلطة

## الموسيقى التصويرية
تم بيع حقوق الموسيقى لشركة سوني ميوزيك الهند. تم إصدار أول أغنية فردية بعنوان "موضوع ذا لايغر هانت" في 9 مايو 2022، بمناسبة عيد ميلاد فيجاي ديفيراكوندا. تم إصدار الأغنية المنفردة الثانية بعنوان "أكدي باكدي" في 11 يوليو 2022. تم إصدار الأغنية المنفردة الثالثة بعنوان "وات لاغا دينغ" التي غناها فيجاي ديفيراكوندا في 29 يوليو 2022. تم إصدار الأغنية المنفردة الرابعة بعنوان "أفات" في 6 أغسطس 2022. تم إصدار الأغنية المنفردة الخامسة بعنوان "كوكا 2.0" في 12 أغسطس 2022.

### الهندية
| #  | عنوان                  | المدة |
| -- | ---------------------- | ----- |
| 1. | "The Liger Hunt Theme" | 1:31  |
| 2. | "Akdi Pakdi"           | 3:50  |
| 3. | "Waat Laga Denge"      | 1:26  |
| 4. | "Aafat"                | 2:43  |
| 5. | "Coka 2.0"             | 2:46  |
| 6. | "Attack"               | 3:09  |
| 7. | "Manchali"             | 2:29  |
| 8. | "Mera Banega Tu"       | 4:07  |

### التيلوغو
| #  | عنوان                  | المدة |
| -- | ---------------------- | ----- |
| 1. | "The Liger Hunt Theme" | 1:31  |
| 2. | "Akdi Pakdi"           | 3:50  |
| 3. | "Waat Laga Denge"      | 1:26  |
| 4. | "Aafat"                | 2:43  |
| 5. | "Coka 2.0"             | 2:46  |
| 6. | "Attack"               | 3:09  |
| 7. | "Manchali"             | 2:29  |
| 8. | "Kalalo Kooda"         | 4:07  |

## روابط خارجية
- مقالات تستعمل روابط فنية بلا صلة مع ويكي بيانات